# Учительница на дому
«Учительница на дому» (итал. L'insegnante viene a casa) — французско-итальянская эротическая комедия режиссера Микеле Массимо Тарантини.

## Сюжет
Врач Бузатти работает врачом в госпитале, имеет свой большой дом. Его жена Тереза сдала одну комнату учительнице по игре на пианино. Врач имеет сына Марчелло, который со своими друзьями ошибочно считает ново прибывшую учительницу девушкой по вызову. Учительница Луиджа является любовницей местного чиновника Фердинандо, который имеет жену и баллотируется в мэры, поэтому скрывает существование любовницы. Последняя однако не знает о жене. Марчелло влюбляется в Луиджу, однако хочет остаться с Фердинандом, который удерживает ее. Фильм насыщен неразберихой со встречами и любовными перипетии вокруг новой жительницы дома Бузатти.

## В главных ролях
- Эдвиж Фенек – Луиджа
- Лино Банфи – Амадео